# Giulio Torresi
Giulio Torresi (Ancona, 6 febbraio 1915 – Reggio Emilia, 1º luglio 1944) è stato un aviatore italiano, asso della Regia Aeronautica durante la seconda guerra mondiale, conseguì un totale di 10 vittorie aeree accertate, 1 probabile e 10 in collaborazione, oltre al danneggiamento di altri 11 velivoli. Risulta decorato con quattro Medaglie d'argento e una Croce di guerra al valor militare, oltre alla Croce di Ferro di II classe tedesca.

## Biografia
Nacque ad Ancona il 6 febbraio 1915, figlio di Carlo e Agnese Fiumani. Effettuò gli studi presso un collegio in Veneto, ed entrò nella Regia Aeronautica il 4 giugno 1935, conseguendo il brevetto di pilota il 18 luglio successivo sull'aeroporto di Lido di Ostia, volando a bordo di un Caproni Ca.100. Il 4 novembre conseguì il brevetto di pilota militare su Fiat C.R.20, e il 16 gennaio 1936 entrò in servizio, con il grado di sottotenente pilota di complemento, presso il 2º Stormo Caccia Terrestre. L'11 aprile successivo fu trasferito al 19º Stormo Osservazione Aerea, ma il 16 giugno entrò a far parte del 1º Stormo Caccia Terrestre di Campoformido.
Nel 1938 entrò in servizio permanente effettivo, assegnato alla 77ª Squadriglia, 13º Gruppo, 2º Stormo Caccia Terrestre di stanza a Tripoli (Africa settentrionale italiana), equipaggiata con i caccia Fiat C.R.42 Falco.
L'entrata in guerra dell'Italia, il 10 giugno 1940, lo colse sul campo d'aviazione di Tripoli-Castelbenito, promosso in quello stesso giorno al grado di tenente. Il suo reparto fu subito impegnato in azione, e il 18 giugno fu rischierato sul campo d'aviazione di Tobruk T2. Il 26 giugno colse la sua prima vittoria a spese di un bombardiere Bristol Blenheim della Royal Air Force.
Al termine del ciclo operativo era accreditato di sei vittorie aeree, più una probabile, decorato con due Medaglie d'argento al valor militare. Rientrato in Patria nel dicembre 1940, a partire dal 29 aprile 1941 fu temporaneamente assegnato al 150º Gruppo Autonomo Caccia Terrestre, equipaggiato con i monoplani Aermacchi C.200 Saetta, prestando servizio sul fronte greco. Ai primi di agosto del 1941 fu assegnato alla 362ª Squadriglia del 22º Gruppo Autonomo Caccia Terrestre, e il 9 agosto successivo raggiunse il fronte russo dove collaborò, in 44 missioni belliche, alla distruzione di 5 aerei sovietici, oltre a due 2 probabili, venendo decorato con una terza Medaglia d'argento al valor militare.
Nel luglio 1942 il 22º Gruppo rientrò in Italia, sull'aeroporto di Ciampino, iniziando il riequipaggiamento con i Reggiane Re.2001 Falco II. Al termine dell'addestramento il 22º Gruppo fu trasferito sull'aeroporto di Elmas (Sardegna) iniziando ad operare contro i convogli navali alleati. Nel mese di settembre il gruppo fu trasferito sull'aeroporto di Gela (Sicilia) ritornando in Sardegna, a Monserrato, nel mese di novembre. Il 26 agosto 1942 sposò a Loreto la signorina Emilia Cavalli. Nel gennaio 1943 la 362ª Squadriglia fu schierata sull'aeroporto di Capodichino in difesa di Napoli. Il 7 febbraio fu decorato con la quarta Medaglia d'argento al valor militare. A partire dal mese di aprile la squadriglia ricevette i primi caccia Reggiane Re.2005 Sagittario, con cui egli abbatte 1 bombardiere Consolidated B-24 Liberator, collaborando alla distruzione di altri 3 quadrimotori.
Il 2 giugno la 362ª venne rischierata in Sicilia, sul campo d'aviazione di Siracusa-Capo Passero, dove il 22 dello stesso mese fu promosso al grado di capitano per merito di guerra. In Sicilia conseguì l'abbattimento di 3 caccia Supermarine Spitfire, mentre un altro gli fu riconosciuto come probabile. In seguito alla situazione bellica la squadriglia fu riposizionata sull'aeroporto di Capua, in difesa della città di Napoli.
Dopo la firma dell'armistizio con gli anglo-americani, l'8 settembre 1943, aderì alla Repubblica Sociale Italiana entrando a far parte della neocostituita Aeronautica Nazionale Repubblicana. Assegnato alla Squadriglia complementare d'allarme "Montefusco-Bonet", dotata dei caccia Fiat G. 55 Centauro nel mese di aprile 1944 assume il comando della Squadriglia che viene incorporata nel neocostituito 1º Gruppo caccia "Asso di bastoni".
Il 1 luglio 1944 cadde in combattimento con altri cinque  dei suoi piloti durante la fase di decollo su allarme dall'aeroporto di Reggio Emilia, colti di sorpresa dall'incursione di una trentina di caccia americani Republic P-47D Thunderbolt. Durante il suo servizio nell'A.N.R. rivendicò l'abbattimento di un 1 caccia P-47 Thunderbolt, 1 bombardiere Boeing B-17 Flying Fortress e due B-24 Liberator.

### Annotazioni
1. ↑  Il padre era originario di Potenza Picena dove possedeva una cantina vinicola.
2. ↑  Si trattava di quattro bombardieri Bristol Blenheim e due caccia Gloster Gladiator accertati, e un caccia Hawker Hurricane considerato probabile.
3. ↑  Allora al comando del capitano Giorgio Jannicelli, Medaglia d'oro al valor militare alla memoria.
4. ↑  Alla metà del mese di agosto la 362ª Squadriglia fu temporaneamente trasferita a Monserrato, sotto il comando del 2º Gruppo Caccia.
5. ↑  La coppia non ebbe figli.
6. ↑  A quell'epoca il 22º Gruppo, sotto la giurisdizione del 42º Stormo Intercettori, aveva una dotazione mista di caccia Dewoitine D.520, Aermacchi C.202 Folgore, Aermacchi C.200 Saetta, Reggiane Re.2001 e Fiat C.R.42.
7. ↑  Il velivolo che lo abbatte era in forza al 66th Fighter Squadron del 57th Fighter Group.

### Fonti
1. ↑  Håkans aviation page.
2. 1 2  Apostolo, Massimello 2000, p. 86.
3. 1 2 3 4 5 6  Gustavsson, Slongo 2009, p. 14.
4. ↑  Ufficio Storico dell'Aeronautica Militare 1977, p. 6.
5. 1 2 3 4  Ufficio Storico dell'Aeronautica Militare 1977, p. 16.
6. 1 2  Ufficio Storico dell'Aeronautica Militare 1977, p. 262.
7. 1 2  Dunning 1988, p. 30.
8. 1 2 3 4 5 6  Dunning 1988, p. 31.
9. ↑  Apostolo, Massimello 2000, p. 29.
10. ↑  Bollettino Ufficiale 1942, dispensa 37, registrato alla Corte dei Conti addì 9 febbraio 1943, registro 15 Aeronautica, foglio n.309.
11. ↑  Bollettino Ufficiale 1941, supplemento 1, registrato alla Corte dei Conti addì 27 luglio 1941, registro 3 Aeronautica, foglio n.35.
12. ↑  Bollettino Ufficiale 1942, dispensa 48, registrato alla Corte dei Conti addì 10 marzo 1943, registro 17 Aeronautica, foglio n.298.
13. ↑  Registrato alla Corte dei Conti addì 26 maggio 1948, registro 12 Aeronautica, foglio n.344.